# Fuerza Cívica (España)
Fuerza Cívica es un partido político español fundado en el 2021 en Vigo, como protesta por la gestión de la COVID-19. Lejos de una ideología tradicional, el partido aboga por integrar "las mejores ideas de la derecha como de la izquierda" dentro de un prisma de eficiencia económica y de gasto propiciada por el libre mercado, servicios públicos básicos de calidad, y con el estado por bandera.
Se define a sí mismo como una regeneración democrática ante el fallido 15M y pretende redefinir la política española haciendo hincapié en el ciudadano y no en la virtud de la clase política.
Actualmente está constituido como un partido de ámbito nacional con el objetivo de presentarse a las Elecciones Generales por el Congreso de los Diputados, teniendo presencia en todas las provincias mediante grupos de trabajo y comités, pero sin intenciones de presentarse en elecciones autonómicas, ni al Senado al considerar que no cumplen una función básica de apoyo a la ciudadanía.
El proyecto surge en internet, con presencia y participación en diversos foros, portales y canales online, sin contar con financiación externa.

### Ideario
El partido comparte ciertos principios con el socioliberalismo, pero con claras diferencias en varios aspectos.
Reconocen el libre mercado como el mejor regulador de la economía pero sin perder de vista las ineficiencias que se puedan producir debido a monopolios u oligopolios. Así mismo, piden el control estatal de servicios básicos como la sanidad y educación.
Conservadores en cuanto a la inmigración y el multiculturalismo, creyendo que "los choques culturales crean más problemas sociales que los que resuelven".
En cuanto al Estado abogan por reducir su tamaño, aumentar su eficiencia reduciendo duplicidades, y la flexibilización del personal funcionario.

## Resultados electorales

### Elecciones municipales de España de 2023[8][9]
| Municipio  | Líder                | Votos | %      | Concejales |
| ---------- | -------------------- | ----- | ------ | ---------- |
| Valladolid | Jesús María Iglesias | 72    | 0.04 % | 0/27       |

### Elecciones Generales de España de 2023[10][11]
| Circunscripción | Líder        | Votos | %      | Representantes |
| --------------- | ------------ | ----- | ------ | -------------- |
| Valladolid      | Luis Toquero | 113   | 0.03 % | 0/5            |